# Шандала, Михаил Георгиевич
Михаи́л Гео́ргиевич Шандала́ (10 июля 1928, Краснодар — 18 мая 2019, Москва) — советский и российский гигиенист, организатор медицинской науки. Доктор медицинских наук, профессор, академик РАН, РАМН, АМН СССР, директор ФГУН «НИИ дезинфектологии» Роспотребнадзора, профессор кафедры дезинфектологии Первого МГМУ им. И. М. Сеченова.

## Биография

### Происхождение
По отцовской линии происходит из казаков станицы Северская Кубанской области (ныне — Краснодарского края). Дед, Константин Дорофеевич Шандала (род. около 1870), в 1933 отказался вступать в колхоз и был репрессирован как кулак, хотя на самом деле был середняком. Отец, Георгий Константинович Шандала (1894—1944), работал счетоводом, главным бухгалтером МТС. Был репрессирован в 1936—1937, сослан в Сибирь. Страдал тяжёлым митральным пороком сердца; был освобождён и вернулся на Кубань.
Дед по материнской линии был ремесленником — портным в Царицыне. Семья, жившая в достатке, после Октябрьской революции бежала от экспроприации на Кубань. Мать, Калерия Павловна Борисова (Шандала; 1898—1989), окончила полный курс гимназии, с правом преподавания в начальных классах; преподавала немецкий язык. С 1931 по 1956 семья жила в Краснодаре. Мать работала счетоводом, бухгалтером, заместителем главного бухгалтера в Краснодарском химико-технологическом институте. Похоронена в Киеве на Байковом кладбище.

### Образование. Работа в Краснодаре и Днепропетровске,1952—1971
Несмотря на тяготы военного времени (с августа 1942 по февраль 1943 семья находилась в оккупации в Краснодаре), Михаил отлично учился, в 1947 он окончил среднюю школу № 28 Краснодара с золотой медалью. Был принят в Московский авиационный институт (1947), но в связи с тяжёлым материальным положением в том же году вернулся в Краснодар и был зачислен на лечебный факультет Кубанского медицинского института. На IV—V курсах был сталинским стипендиатом, членом, а затем секретарём комитета комсомола вуза. Окончил институт в 1952 с отличием.
М. Г. Шандала почитает своим учителем в науке доктора медицинских наук, профессора Филиппа Харитоновича Чехлатого (1894—1966), который до Великой Отечественной войны был директором донецкого Института гигиены труда и профзаболеваний Минздрава УССР Донецкого института физиологии труда, а в годы войны — заместителем начальника главного санитарно-эпидемиологического Управления Народного комиссариата здравоохранения СССР. С 1950 Чехлатый, заведующий кафедрой общей гигиены и ректор Кубанского мединститута, увлёк перспективного выпускника научной работой по гигиене. В 1952—1955 М. Г. Шандала — аспирант, в 1955—1956 — ассистент кафедры общей гигиены Кубанского мединститута. В 1957 там же защитил кандидатскую диссертацию на тему: «Пылевой фактор и состояние здоровья рабочих на Новороссийских цементных заводах».
После отъезда Ф. Х. Чехлатого на свою родину, в Днепропетровск, М. Г. Шандала в 1956 вслед за учителем переехал в этот город. В 1956—1971 на кафедре общей гигиены Днепропетровского медицинского института прошёл путь от ассистента, доцента до заведующего кафедрой (с 1967), а с 1968 по 1971 — проректора института. В этот период М. Г. Шандала выполнил и защитил докторскую диссертацию «Ионизация воздушной среды как гигиеничный фактор в чёрной металлургии», научным консультантом по которой был заведующий кафедрой общей гигиены ММСИ имени Н. А. Семашко член-корреспондент (в дальнейшем — академик) АМН СССР Алексей Алексеевич Минх (1904—1984). М. Г. Шандала — доктор медицинских наук (1968), профессор (1969).

### Работа в Киеве, 1971—1991
В 1971—1989 М. Г. Шандала — директор Киевского научно-исследовательского института общей и коммунальной гигиены им. А. Н. Марзеева. С 1989 возглавлял Республиканский научный гигиенический центр Министерства здравоохранения УССР (по 1990). В качестве директора НИИ курировал со стадии проектирования строительство 12-этажного нового здания, в котором институт размещается с 1981 года. В 1975—1991 в этом же НИИ одновременно заведовал отделом гигиены атмосферы и физических факторов окружающей среды. По совместительству работал (1971—1985) заведующим кафедрой коммунальной гигиены Киевского ГИДУВ (института усовершенствования врачей). В 1984—1989 возглавлял Учёный медицинский совет Минздрава Украины.
М. Г. Шандала внёс существенный вклад в научное обеспечение гигиенических мероприятий при ликвидации последствий аварии на Чернобыльской атомной электростанции (с апреля 1986 и в последующие годы). Силами лаборатории радиационной гигиены института осуществлялся мониторинг окружающей среды. Будучи категорическим противником паникёров, заявлявших: «Киев вымрет к октябрю!», — Шандала опровергал эти утверждения, противостоял необоснованным миграционным настроениям. Он провёл по телевидению несколько передач, в которых на основе научных данных настаивал на разумной организации дела по преодолению последствий катастрофы.
Ряд сотрудников возглавляемого М. Г. Шандалой института за ликвидацию последствий Чернобыльской аварии были удостоены правительственных наград. Сам Михаил Георгиевич в рамках работ по мониторингу неоднократно лично участвовал в выездах на Чернобыльскую АЭС. Ему приходилось также сопровождать в поездках и в полётах над этой аварийной атомной электростанцией зарубежных деятелей, оказывавших помощь в ликвидации последствий катастрофы — американского гематолога доктора Роберта Питера Гейла, известного американского предпринимателя Арманда Хаммера, телевизионного режиссёра ведущего Фила Донахью, делавшего о Чернобыле телевизионную передачу, и др.

### Работа в Москве, с 1991
С 1991 М. Г. Шандала работает в Москве директором Федерального государственного учреждения науки «Научно-исследовательский институт дезинфектологии» Роспотребнадзора, с 1996 одновременно возглавляет в институте отдел научных основ безопасности дезинфекционных средств и руководит в этом НИИ органом по сертификации дезинфекционных средств Госстандарта России. В 1994 организовал и в течение 15 лет по совместительству заведовал кафедрой дезинфектологии медико-профилактического факультета последипломного профессионального образования ММА им. И. М. Сеченова, продолжая ныне работать на этой кафедре профессором.
М. Г. Шандала — член бюро Учёного совета Роспотребнадзора, член бюро отделения профилактической медицины РАМН, член Научно-экспертного совета по медицинским изделиям Росздравнадзора, член комиссии Экспертного совета по применению средств, изделий и методов в медицинской практике при Минздравсоцразвития, член комиссии Роспотребнадзора по государственной регистрации и лицензированию.
Академик РАМН М. Г. Шандала — член Правления Всероссийского научного общества гигиенистов и санитарных врачей, Правления Всероссийского научно-практического общества эпидемиологов, микробиологов и паразитологов, член Президиума Национальной организации дезинфекционистов. Член The Bioelectromagnetics Society of USA (1978—1991), The Asociation for Professionals in Infection Control and Epidemiology (1999—2000).
Заместитель главного редактора журнала «Гигиена и санитария», член редколлегий журналов «Эпидемиология и инфекционные болезни» и «Дезинфекционное дело».

## Научная деятельность
Научные исследования М. Г. Шандала ведёт в нескольких направлениях профилактической медицины. Им было показано кониозогенное действие цементной пыли, что способствовало признанию цементных силикатозов как отдельной нозологической формы лёгочной патологии. Он впервые доказал, что отрицательные аэроионы, вопреки существовавшим представлениям, не являются однозначно благоприятным фактором внешней среды, но при длительном воздействии высоких концентраций как отрицательных, так и положительных униполярных и биполярных аэроионов при стабильном и динамическом режимах развиваются и неблагоприятные изменения функционального состояния организма, в частности кислородного и теплового обмена, гематологических и некоторых иммунологических показателей и др. В результате была обоснована необходимость и осуществлено гигиеническое нормирование аэроионизации, разработано устройство автоматического регулирования ионизационного состояния воздушной среды в закрытых помещениях и др.
В 1970—1990 годы М. Г. Шандалой разрабатывалась проблема биологического действия и гигиенического значения ряда физических факторов внешней среды, в основном электромагнитных полей разных частотных диапазонов, шума и др. По этой проблеме в течение 15 лет (1975—1990) он возглавлял от СССР советско-американское сотрудничество в области медицинской науки. С 1990-х годов он сосредоточился на дезинфектологических проблемах профилактики инфекционных заболеваний.
Под руководством М. Г. Шандалы подготовлено и защищено более 30 докторских и кандидатских диссертаций. Член-корреспондент (1978), действительный член АМН СССР (ныне РАМН; 1986), академик РАМТН (1996).

## Наиболее известные научные труды
М. Г. Шандала — автор и соавтор около 500 научных работ, в том числе более 20 монографий и книг, в частности:
- «Аэроионизация как неблагоприятный фактор внешней среды» (1974),
- «Охрана и оздоровление окружающей среды в условиях научно-технической революции» (1982),
- «Гигиена окружающей среды» (1985),
- «Санитарная микробиология эвтрофных водоёмов» (1985),
- «Окружающая среда и здоровье населения» (1988),
- «Санитарный надзор за источниками электромагнитных излучений в окружающей среде» (1990),
- «Справочник по электромагнитной безопасности работающих и населения» (1998),
- «Ультрафиолетовое излучение в профилактике инфекционных заболеваний» (2003),
- «Актуальные вопросы общей дезинфектологии. Избранные лекции» (2009).

## Признание
- заслуженный деятель науки Украинской ССР (1981),
- орден Трудового Красного Знамени (1971),
- орден Октябрьской Революции (1976),
- орден Дружбы народов (1986),
- орден Почёта (2 февраля 2004) — за достигнутые трудовые успехи и многолетнюю добросовестную работу[4]
- награждён многими государственными медалями, а также
- медалью имени И. П. Павлова «За развитие медицины и здравоохранения» РАЕН,
- медалью имени И. И. Мечникова «За практический вклад в укрепление здоровья нации» РАЕН,
- две серебряные медали ВДНХ СССР,
- премия имени Ф. Г. Кроткова РАМН,
- премия имени В. А. Рязанова РАМТН,
- Почётная грамота Кабинета Министров Украины (22 октября 2001) — за весомый личный вклад в развитие гигиенической науки, подготовку научных кадров и многолетний добросовестный труд[5]
- другие знаки отличия.